# Palau Meca
|  | No s'ha de confondre amb Casa Meca. |

El Palau Meca és un edifici situat al carrer de Montcada, 19 de Barcelona, catalogat com a bé cultural d'interès local. Actualment forma part de les instal·lacions del Museu Picasso.

## Història
El 1349, la finca fou venuda per l'administrador de l'hospital de Pere Desvilar (fundat el 1256) al canvista Jaume Cavaller, que li afegí un hort segregat d'unes cases del carrer dels Flassaders. Casat amb Sibília de Busquets, va tenir una filla, Felipa (Felipona), que es va casar amb Ramon Desplà i Gualbes. El 1425, l'hereu Ramon Desplà i Cavaller vengué la propietat a Elionor de Cervelló i d'Erill, vídua del noble aragonès Antonio de Luna y de Xèrica,  que el 1440 la cedí a Juan de Mur, baró d'Alfajarín, representat pel seu procurador Gabriel Homedes. El 1449, aquest la va vendre al mercader Joan de Torralba, que va casar la seva filla Antònia amb el cavaller Joan Sabastida d'Hostalric. El 1459, ja mort el seu pare, Antònia va vendre la casa per 2.460 lliures i l'hort amb arbres per 370 al cavaller Bartomeu Santjust.
El 1561, el seu besnet Lluís Santjust i de Malla vengué la propietat al donzell Gabriel de Caçador (també escrit Cassador) i Claret. L'hereu fou Jeroni de Caçador i de Corbera-Sant Climent (†1601), casat amb Elionor de Copons de la Manresana i d'Aimeric (també escrit Aymerich). Com que el matrimoni no tingué descendència, la casa passà a mans de Jaume de Caçador i de Corbera-Sant Climent, germà de Jeroni i casat amb Maria de Bolea i Mur. Fou succeït pel seu fill Antoni de Caçador i de Bolea, casat amb Gràcia Calvó i de Gualbes. Mort el 1647 sense descèndencia, la casa passà a mans del seu cosí Frederic Meca i de Clasquerí, gràcies a una sentència del veguer del 1653 que el va declarar hereu del patrimoni del seu avi Gabriel de Caçador i Claret. Casat amb Anna d'Ivorra i Roset, va ser succeït pel seu fill Anton Meca i d'Ivorra, casat amb Francesca de Cartellà i Malla.
L'hereu fou el seu fill Josep Meca-Caçador i de Cartellà, primer marquès de Ciutadilla. El 1713, ell i seu fill Anton Meca i de Cardona establiren en emfiteusi al flequer Josep Blasi un part de la finca al carrer Cremat Xic, i el 1719, la vídua Isabel de Cardona i el seu fill Antoni vengueren la resta, destruïda en gran part durant el setge de 1713-1714, al mercader Segimon Milans i Lleu (1667-1738), originari d'Arenys de Mar, per 8.000 lliures. El nou propietari hi va impulsar una gran reforma, continuada pel seu fill Bonaventura de Milans i Cabirol (1699-1768).
La propietat passà successivament en herència a Francesc de Milans i de Benages (1730-1799), Narcís de Milans i de Tord (†1825), que el 1811 va demanar  permís per a obrir-hi una finestra, i Francesc de Milans i de Duran, que el 1827 va demanar permís per a eixamplar-hi una finestra. El 1840, vengué la propietat al comerciant Bartomeu Vidal i Mallol (1776-1841), natural de Sant Feliu de Llobregat, per 61.250 lliures i 10 sous. Aquest va morir poc després i el seu patrimoni es va repartir a parts iguals entre els seus fills Bartomeu (1822-1877) i Josep Rufí Vidal i Nadal (1826-1866), quedant la vídua Marianna Nadal i Ferrater (1793-1870) com a usufructuària.
El 1873, Bartomeu vengué la seva meitat a Esteve Monegal i Soler, natural de Sant Llorenç de Morunys, i el 1879, Consol de Moragas i de Quintana, marquesa de Moragas i vídua en segones noces de Josep Rufí Nadal, cedí a la Societat Catalana General de Crèdit tots els drets contra l'herència del seu difunt marit en el concurs de creditors. Tot seguit, la SCGC pactà amb Monegal la cessió dels drets d'aquest en el mateix concurs a canvi de la meitat de la casa del carrer de Montcada quan aquesta es vengués en subhasta pública, la qual es produí el 1883 a favor de la mateix SCGC per 166.500 pessetes, que la revengué pel mateix preu al seu fill i hereu Josep Monegal i Nogués.
L'edifici va ser cedit als Germans de la Doctrina Cristiana, que el 1901 hi establiren el Mont de Pietat de Santa Madrona. El 1920, aquesta institució, associada a l’Institut de la Dona que Treballa, va ser incorporada a la Caixa de Pensions per a la Vellesa i d'Estalvis de Catalunya i Balears. El 1926, aquesta va adquirir a Josep Monegal la propietat del palau i de les cases adjacents del carrer dels Flassaders 24, 26 i 28, per tal d'ampliar les dependències de la Casa de Famílies de Santa Madrona, evolució del Mont de Pietat. Aquesta institució va continuar funcionant després de la Guerra Civil, i el 1953 va netejar la façana i el pati amb l'assessorament de l'Ajuntament.
Un cop tancada a començaments dels anys 1970, la Caixa i l'Ajuntament de Barcelona van signar un acord de cessió del palau el 5 de desembre del 1977, i el 1981 va ser inclòs a les obres de reforma i ampliació del Museu Picasso, inaugurades l'11 de gener del 1982. El 1999 va ser aprovada la Modificació puntual del PERI del Sector Oriental en l'àmbit del Museu Picasso, carrer dels Flassaders i avinguda Cambó, que afectava la part posterior de la parcel·la, on hi havia un jardí amb una loggia, l'arrasament dels quals va ser ratificat el 2009 per l'aprovació del «Pla Especial Urbanístic per a concretar les condicions d'edificació de l'ampliació del Museu Picasso, en el carrer de Flassaders».
El 2010 va ser aprovada la «Modificació del Pla General Metropolità d'ordenació de l'àmbit discontinu: a) Palau Meca (carrer Montcada, 19), b) Illa Casa Macaya (Pg. de Sant Joan, carrers Provença, Roger de Flor i Mallorca), c) Passatge Clip (carrers Lepant, Indústria, Padilla i Còrsega)», per la qual la Caixa en cedia definitivament la titularitat a l'Ajuntament, la qual cosa es va fer efectiva el 7 de novembre del 2011, en un acte presidit per l'alcalde Xavier Trias i Isidre Fainé, president de l'entitat.

## Descripció
Consta de planta baixa, tres pisos, golfes i terrat. A la planta baixa, en una posició descentrada, s'obre un gran portal que mena al pati central de la casa. Aquesta porta és d'arc rebaixat motllurat i amb la clau de volta decorada amb una voluta. En aquest nivell s'obren tres portes més, amb llinda de fusta, i dues finestres allindanades, col·locades una a sobre de l'altre. A partir del primer pis s'obren cinc obertures per planta seguint els mateixos eixos verticals, totes elles allindanades i emmarcades per carreus ben escairats. Les del primer pis donen a balcons individuals, excepte un balcó que és doble, amb la llosana motllurada i la barana de ferro forjat. Les del segon i tercer pis també s'obren a balcons individuals però de molt poc voladís; aquest també tenen la petita llosa motllurada i la barana de ferro forjat. Les de les golfes són petites i quadrangulars. La façana està coronada per una cornisa. el parament és de carreus encintats excepte l'emmarcament de les obertures.
Al pati interior s'accedeix mitjançant un petit vestíbul amb enteixinat de fusta que s'obre al pati amb un arc rebaixat que arrenca de pilastres dòriques. El pati, de planta quadrangular, té una escala descoberta que porta al primer pis. L'escala barroca té una aire monumental, es recolza sobre un arc rebaixat i té barana de ferro forjat. Sota l'arc de l'escala, en el mur del fons, hi ha una arc de mig punt d'època medieval que possiblement era un element de comunicació amb els magatzems o l'estable. En un dels angles del pati es pot veure un baixant que es recolza en una petxina en relleu; això demostra que al segle xviii hi havia tot un sistema de canalitzacions de l'aigua.
A la planta noble s'obre la porta principal que és allindanada, emmarcada amb una motllura, i té la part superior decorada amb una fornícula quadrada, que després es va convertir en finestra, amb un frontó semicircular a la part superior i flanquejada per volutes. Al pati s'obren una gran quantitat de finestres allindanades i algunes tenen balcó amb molt poc voladís i barana de ferro forjat. També hi ha tres finestres ovalades.
Al primer pis es conserven, en algunes sales, els enteixinats medievals amb restes de policromia. En d'altres, es pot veure la decoració dels sostres que es va fer al segle xix, formada per una falsa arquitectura que emmarca paisatges, un cel amb angelets, medallons amb efígies, instruments musicals, garlandes, etc.